# Sens de circulation (route)
Pour les articles homonymes, voir Sens de circulation.
 (décembre 2021).
Si vous disposez d'ouvrages ou d'articles de référence ou si vous connaissez des sites web de qualité traitant du thème abordé ici, merci de compléter l'article en donnant les références utiles à sa vérifiabilité et en les liant à la section « Notes et références ».

Carte du monde montrant les sens de circulation de chaque pays et les changements éventuels.
Conduite à droite
Conduite actuelle à droite, par le passé à gauche
Conduite actuelle à droite, par le passé possédait différentes règles de conduite (selon le lieu)
Conduite à gauche
Conduite actuelle à gauche, par le passé à droite

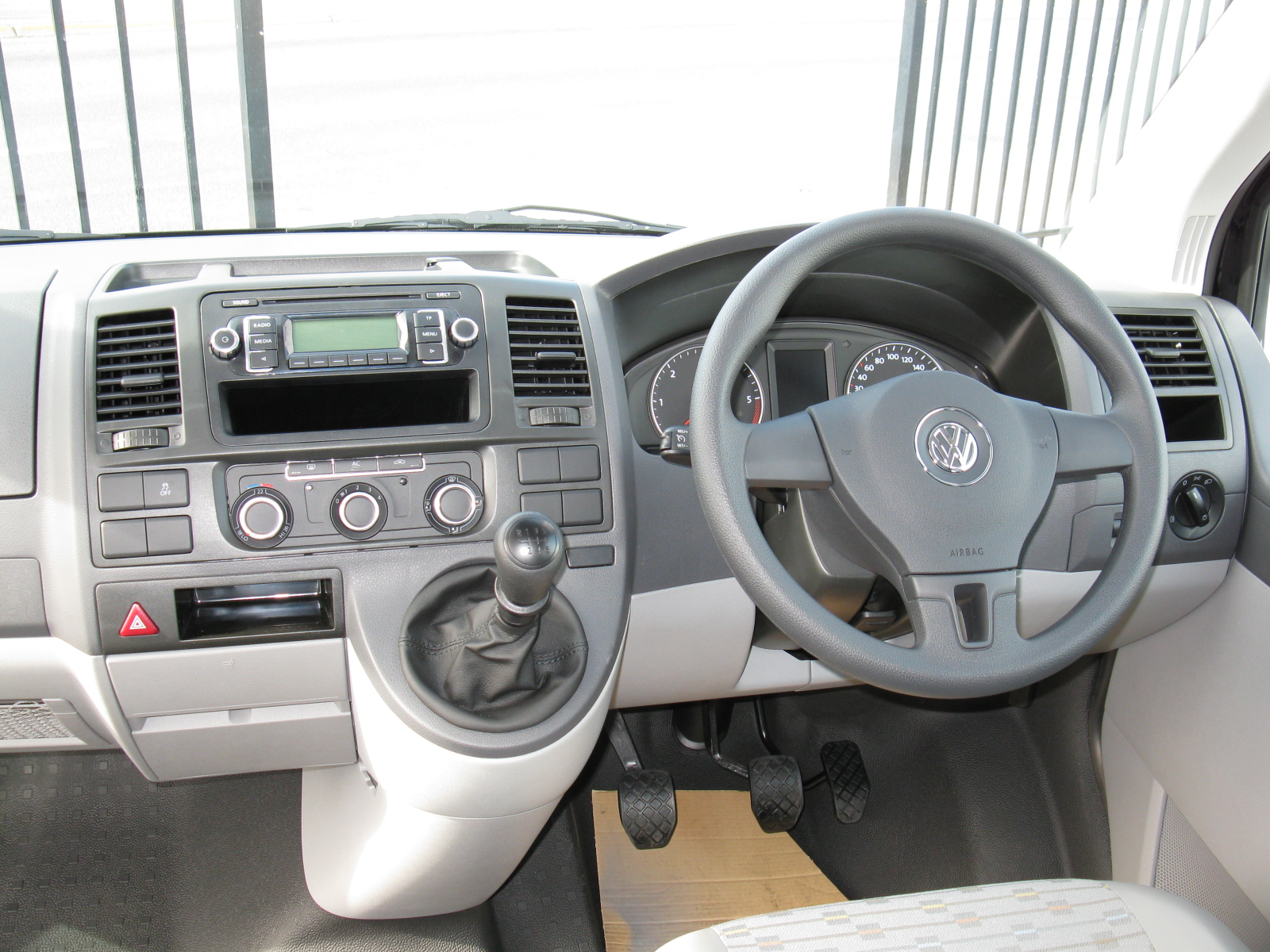
Intérieur d'une voiture conçue pour les pays où l'on roule à gauche, avec le volant à droite.

Le sens de circulation automobile (parfois appelé côté de circulation) est l'un des points fondamentaux du code de la route. Selon le pays, l'intégralité du trafic routier s'effectue du côté gauche ou du côté droit de la route. Ce choix influe naturellement sur les ordres de priorité, le dépassement, le positionnement des panneaux de signalisation et l'utilisation des ronds-points mais également sur la position du poste de conduite dans les véhicules. Actuellement, environ 35 % de la population mondiale roule à gauche.

## Histoire

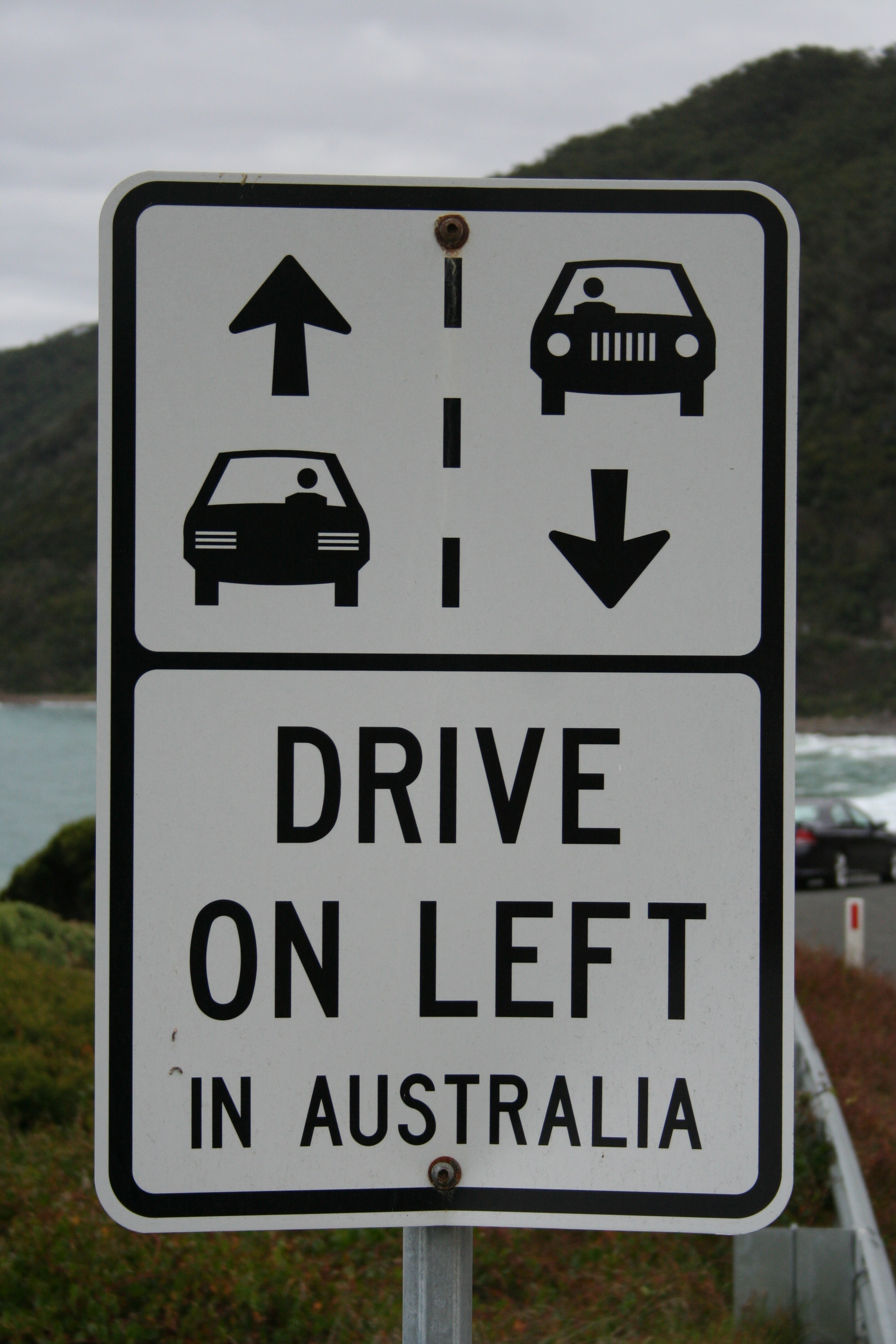
Un panneau australien sur la Great Ocean Road rappelant aux conducteurs étrangers la nécessité de rouler à gauche.

Il est très difficile de trouver des raisons précises pour lesquelles certains pays choisissent de circuler à gauche et d'autres à droite.
Différentes explications ont été avancées, mais le plus souvent sans preuve.

### Antiquité
La coutume de circuler à gauche peut être retracée jusqu'en Grèce, Égypte et Rome antique : les  soldats, principalement droitiers, marchaient à gauche (de même que les cavaliers), portant leur bouclier et leur fourreau à gauche, afin de pouvoir dégainer leur épée plus facilement.
En 1998, une ancienne carrière romaine fut découverte près de la ville de Swindon, au Royaume-Uni, dans un excellent état de conservation. La route qui y mène présentait encore des traces du passage des chariots. À la sortie de cette carrière, la circulation semblait se faire à gauche. Les ornières, en effet, étaient plus profondes de ce côté. Ceci tend à montrer que les véhicules chargés, donc sortants, circulaient à gauche. Alors que les chariots vides, donc entrants, utilisaient le côté droit. Il est impossible de dire si cette règle, si même elle existait, s'étendait à d'autres lieux.

### Au Moyen Âge
Une explication courante relate que les cavaliers du Moyen Âge, comme ceux de l'Antiquité, circulaient sur la gauche des chemins, tenant leurs rênes de la main gauche afin de pouvoir plus facilement tirer leur épée avec leur main droite en cas d'attaque ou d'adresser plus aisément d'amicales salutations. Cette théorie semble ne pas avoir de fondement historique, aucun écrit ne l'attestant. On peut supposer cependant qu'ils allaient plutôt sur le centre des chemins, où ils étaient le plus praticables, et que l'attaque d'un adversaire situé sur le côté gauche de la route serait plus difficile à parer. De plus, cette explication ne dit pas ce qu'étaient censés faire les chevaliers gauchers ou comment cette tradition se serait perpétuée à travers les siècles. Cette explication est également donnée au Japon[réf. nécessaire].

### Témoignages historiques
Personne jusque-là n'avait pensé, semble-t-il, à réglementer le trafic routier par un texte officiel. En 1300, le pape Boniface VIII (1295 – 1303) instaura le premier Jubilé. Face au très grand afflux de pèlerins dans la ville de Rome, il imposa la circulation à gauche dans la ville de Rome dans les quartiers proches de la basilique Saint-Pierre. Il conseilla aux pèlerins de marcher sur le côté gauche de la route. Cet édit papal poussa l'Europe à circuler à gauche pendant près de quatre siècles.
Au Royaume-Uni, la première mention relative au sens de circulation remonte à 1756 et impose le côté gauche pour traverser le Pont de Londres, au centre de Londres. Le General Highways Act de 1773 recommande aux chevaux de circuler à gauche, disposition qui fut entérinée par le Highway Act 1835 (en).

### Le Conestoga

Un chariot Conestoga en Oregon.

À la fin du XVIIIe siècle, apparaît sur le marché américain un nouveau type de chariot : le Conestoga.
Tiré par six ou huit mules attelées par paire, muni de quatre grandes roues, il est robuste et maniable et devient vite un indispensable du transport fonctionnel (destiné à l'origine au transport du blé en Pennsylvanie). Ce chariot se répand vite dans tous les pays voisins et des engins similaires apparaissent également en Europe. Caractéristique principale du Conestoga : il ne comporte pas de siège pour le cocher. Ce détail va bouleverser les habitudes de la route. Afin de contrôler au mieux l'attelage, le cocher se place sur le cheval de gauche de la dernière paire (tenant le fouet de la main droite). Ces chariots se mettent alors naturellement à rouler à droite, afin que le cocher puisse surveiller, lors des croisements, le côté exposé aux frôlements possibles par un autre chariot et que le fouet se déploie du côté du champ bordant la route et non sur les personnes croisant le chariot sur sa gauche.
En 1792, la Pennsylvanie officialise la conduite à droite, et les autres états des États-Unis lui emboîtent le pas. En Europe, ce chariot devient célèbre et la même pratique se développe. De plus, la flambée révolutionnaire n'hésite pas à se débarrasser d'une pratique voulue par le pape. À la fin du XVIIIe siècle, la France roule donc à droite. On porte souvent à Napoléon Ier le crédit d'avoir imposé à l'Europe conquise l'obligation de conduire à droite, par opposition aux Britanniques, qui conduisent à gauche. Napoléon, pour les surprendre, aurait entraîné ses troupes à commencer l'attaque par le flanc droit. Même le site web du ministère des Armées donne cette explication. Cependant, cette explication semble fantaisiste car il n'y a aucune relation entre le sens de circulation des convois ou des troupes sur les routes et les dispositions tactiques au combat (et d'ailleurs l'analyse des opérations militaires napoléoniennes ne démontre aucune espèce de préférence pour l'offensive par la droite). Ensuite, sans doute par réaction aux Britanniques et comme marque de fabrique, il aurait imposé la circulation à droite à tout l'Empire. Il est plus vraisemblable qu'il reprit la pratique du Conestoga, et des chariots en général, qu'il imposa à tous les pays conquis. Là encore il ne s'agit que de conjectures, car la domination napoléonienne sur l'Europe a été trop éphémère pour être véritablement en mesure d'instaurer un tel standard[réf. nécessaire].

### Le Royaume-Uni ne veut pas du Conestoga
Le Royaume-Uni, indépendant vis-à-vis de Bonaparte, n'apprécia pas le Conestoga, car pour des raisons géographiques évidentes ni les besoins en matière de transports terrestres de marchandises ni la configuration du réseau routier n'étaient les mêmes dans les îles britanniques que dans les pays continentaux. Les véhicules de fret lourd tels que le Conestoga n'étaient donc pas appropriés et on lui préféra un modèle plus petit, muni d'une seule paire de chevaux et surtout d'un siège de postillon. Afin de ne pas gêner le passager par son fouet, le conducteur se plaçait à droite (le fouet dans la main droite), et pouvait surveiller ainsi les manœuvres sur le côté exposé. Les Britanniques continuèrent donc naturellement à rouler à gauche de la chaussée[réf. nécessaire].

### Les premières automobiles
Les premières automobiles avaient le frein à main à l'extérieur, du côté droit (pour qu'il puisse être serré de la main droite avec plus de force). Le poste de conduite se trouvait donc à droite. À cette époque, la manœuvre du croisement était délicate : sur des routes étroites, les véhicules devaient s'éloigner l'un de l'autre autant que possible. Pour réaliser au mieux cette opération, le conducteur devait se tenir du côté du bas-côté de la route afin de voir si les roues ne sortaient pas de la route. Le poste de conduite étant à droite, les voitures roulaient donc sur le côté droit de la chaussée. Plus tard, le frein à main s'est retrouvé au centre de l'habitacle. Certains fabricants d'automobiles ont déplacé le poste de conduite à gauche pour que le frein reste accessible à la main droite, d'autres (comme les Britanniques) n'ont rien changé[réf. nécessaire].

### Changements du sens de circulation
Plusieurs pays ont changé le sens de circulation sur leurs routes au cours du temps, généralement pour faciliter les échanges avec des pays voisins. Dans quelques cas, le sens de circulation fut modifié à la suite de l'invasion du territoire par une puissance étrangère[réf. nécessaire].
Dans la grande majorité des cas, c'est la circulation à gauche qui a été remplacée par la circulation à droite : 
- Les anciennes colonies britanniques d'Afrique de l'Ouest (Nigeria, Ghana, Sierra Leone et Gambie) ont toutes changé le sens de circulation afin de faciliter le trafic avec les anciennes colonies françaises[réf. nécessaire].
- La Suède a adopté la circulation à droite le dimanche 3 septembre 1967, lors du Dagen H[6].
- L'Islande a suivi l'exemple suédois quelques mois plus tard, le dimanche 26 mai 1968 à 6 h du matin, lors du H-dagurinn.

Plus rarement, c'est la circulation à gauche qui l'a emporté : 
- C'est le cas dans la plupart des anciennes colonies allemandes qui, après la Première Guerre mondiale, passèrent sous l'administration britannique, australienne ou néo-zélandaise (Tanganyika, Sud-Ouest africain, Nouvelle-Guinée, Samoa)[réf. nécessaire].
- L'île japonaise d'Okinawa, administrée par les Américains depuis 1945, repassa dans le giron de Tokyo en 1972 et imposa un nouveau changement du sens de circulation en 1978[réf. nécessaire].

## Répartition mondiale

Sens de circulation automobile :
Conduite à droite
Conduite à gauche

### À gauche
On peut estimer qu'un tiers de la population mondiale vit dans des pays où les automobilistes conduisent à gauche, essentiellement d'anciennes colonies britanniques (même si l'Indonésie, la Thaïlande et le Japon ne sont pas d'anciennes colonies britanniques et qu'au Canada, ancienne colonie britannique, la conduite à droite et la conduite à gauche ont coexisté, à certaines périodes, selon les provinces). À Hong Kong et à Macao, la circulation s'effectue toujours à gauche bien que tout le reste de la Chine conduise à droite.

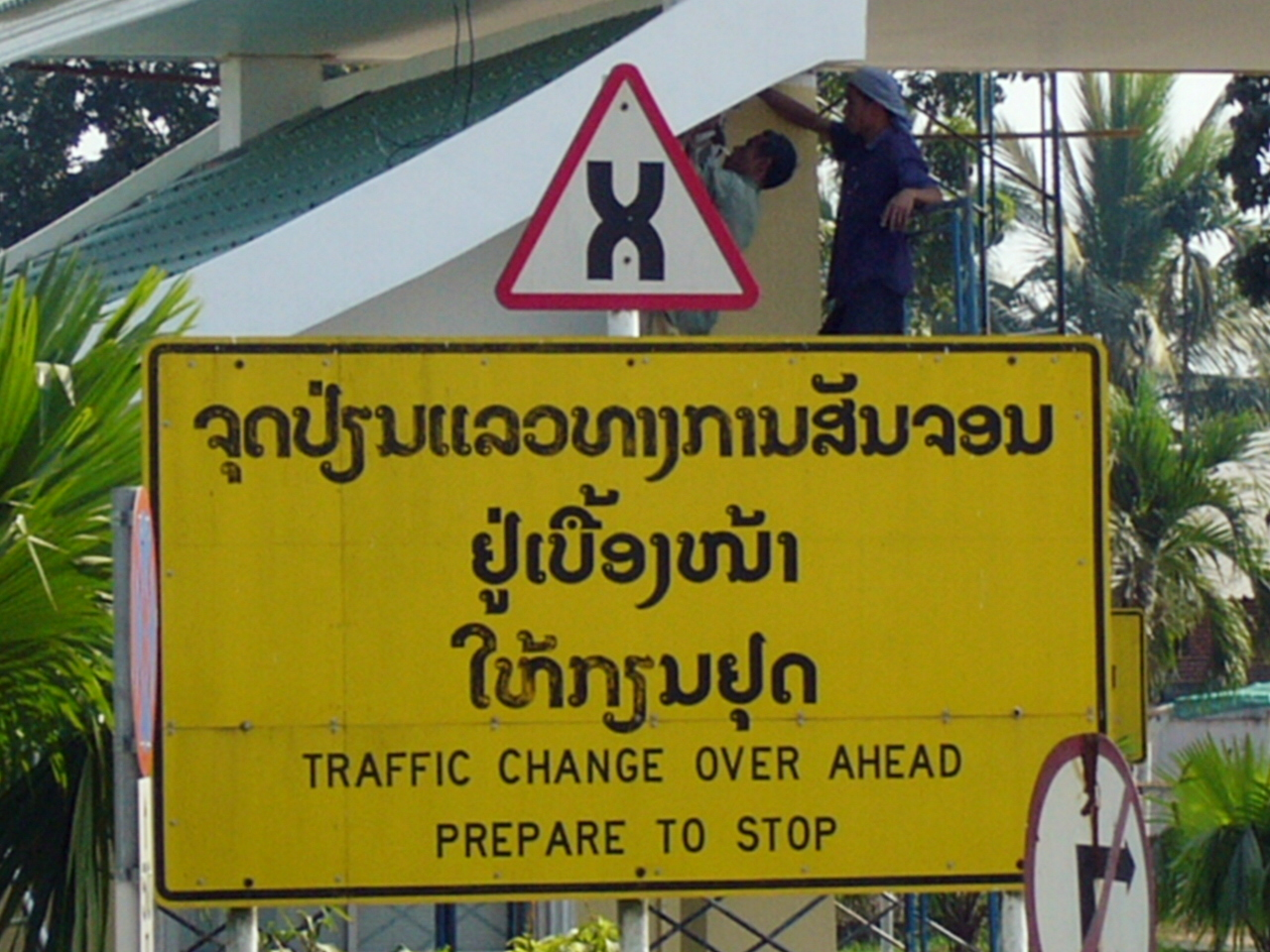
Panneau indiquant un changement du sens de circulation à la frontière entre le Laos (conduite à droite) et la Thaïlande (conduite à gauche).

En Europe, on retrouve le Royaume-Uni, l'Irlande, Malte, Chypre, l'île de Man et les îles Anglo-Normandes, qui sont toutes des îles et d'anciennes ou actuelles possessions britanniques. Ailleurs dans le monde, la conduite à gauche se retrouve en Afrique australe et du Sud-Est, sur le sous-continent indien, au Japon, dans une grande partie de la région Sud-Pacifique, dans quelques îles des Antilles et dans deux pays d'Amérique du Sud (Guyana, anciennement Guyane britannique et Suriname, anciennement Guyane néerlandaise)[réf. nécessaire] : 
- Afrique du Sud
- Anguilla (Royaume-Uni)
- Antigua-et-Barbuda
- Australie
- Bahamas
- Bangladesh
- Barbade
- Bermudes (Royaume-Uni)
- Bhoutan
- Botswana
- Brunei
- Îles Caïmans (Royaume-Uni)
- Île Christmas (Australie)
- Chypre
- Îles Cocos (Australie)
- Îles Cook (Nouvelle-Zélande)
- Dominique
- Eswatini
- Fidji
- Grenade
- Guernesey (îles Anglo-Normandes)
- Guyana
- Hong Kong
- Inde
- Indonésie
- Irlande
- Jamaïque
- Japon
- Jersey (îles Anglo-Normandes)
- Kenya
- Kiribati
- Lesotho
- Macao
- Malaisie
- Malawi
- Maldives
- Îles Malouines (Royaume-Uni)
- Malte
- Île de Man (Royaume-Uni)
- Maurice
- Montserrat (Royaume-Uni)
- Mozambique
- Namibie (conduite à droite avant 1914)
- Nauru (conduite à droite avant 1914)
- Népal
- Niue (Nouvelle-Zélande)
- Île Norfolk (Australie)
- Nouvelle-Zélande
- Ouganda
- Pakistan
- Papouasie-Nouvelle-Guinée
- Îles Pitcairn (Royaume-Uni)
- Royaume-Uni
- Saint-Christophe-et-Niévès
- Sainte-Hélène (Royaume-Uni)
- Sainte-Lucie
- Saint-Vincent-et-les-Grenadines
- Îles Salomon
- Samoa (conduite à droite avant 2009[7])
- Seychelles
- Singapour
- Sri Lanka
- Suriname
- Tanzanie
- Thaïlande
- Timor oriental (conduite à droite avant 1975)
- Tokelau (Nouvelle-Zélande)
- Tonga
- Trinité-et-Tobago
- Îles Turks-et-Caïcos (Royaume-Uni)
- Tuvalu
- Îles Vierges américaines (à la différence du reste des États-Unis)
- Îles Vierges britanniques (Royaume-Uni)
- Zambie
- Zimbabwe

### À droite
Environ deux tiers de la population mondiale vivent dans des pays où le sens de circulation est à droite. Certains de ces pays utilisaient auparavant la conduite à gauche (entre parenthèses l'année du changement du sens de la circulation)[réf. nécessaire] :
- Afghanistan
- Îles d'Åland [Finlande]
- Albanie
- Algérie
- Allemagne
- Andorre
- Angola (1928)
- Antilles néerlandaises [Pays-Bas]
- Arabie saoudite
- Argentine (1945)
- Arménie
- Aruba [Pays-Bas]
- Autriche (1938)
- Azerbaïdjan
- Bahreïn
- Belgique
- Belize
- Bénin
- Biélorussie
- Birmanie (1970[7])
- Bolivie
- Bosnie-Herzégovine
- Brésil
- Bulgarie
- Burkina Faso
- Burundi
- Cambodge
- Cameroun (1961)
- Canada (1920 à 1923, 1948 suivant les provinces roulant à gauche)
- Cap-Vert
- République centrafricaine
- Chili
- Chine (1946)
- Colombie
- Comores
- République du Congo
- République démocratique du Congo
- Corée du Nord (1946)
- Corée du Sud (1946)
- Costa Rica
- Côte d'Ivoire
- Croatie (1926)
- Cuba
- Danemark
- Djibouti
- République dominicaine
- Égypte
- Émirats arabes unis
- Équateur
- Érythrée (1964) [alors Éthiopie]
- Espagne
- Estonie
- États-Unis
- Éthiopie (1964)
- Îles Féroé (Danemark)
- Finlande (1858)
- France
- Gabon
- Gambie (1965)
- Géorgie
- Ghana (1974[7])
- Gibraltar (1929), [à la différence du reste du Royaume-Uni]
- Grèce
- Groenland
- Guadeloupe [France]
- Guam [États-Unis]
- Guatemala
- Guinée
- Guinée-Bissau (1928)
- Guinée équatoriale
- Guyane française [France]
- Haïti
- Honduras
- Hongrie (1941)
- Iran
- Irak
- Islande (1968[7])
- Israël
- Italie
- Jordanie
- Kazakhstan
- Îles Kerguelen [France]
- Kirghizstan
- Kosovo
- Koweït
- Laos
- Lettonie
- Liban
- Libéria
- Libye
- Liechtenstein
- Lituanie
- Luxembourg
- Macédoine du Nord
- Madagascar
- Mali
- Îles Mariannes du Nord [États-Unis]
- Maroc
- Îles Marshall
- Martinique [France]
- Mauritanie
- Mayotte [France]
- Mexique
- États fédérés de Micronésie
- Îles Midway [États-Unis]
- Moldavie
- Monaco
- Mongolie
- Monténégro
- Nicaragua
- Niger
- Nigeria (1972[7])
- Norvège
- Nouvelle-Calédonie [France]
- Oman
- Ouzbékistan
- Palaos
- Panama (1943)
- Paraguay
- Pays-Bas
- Pérou
- Philippines (1946)
- Pologne
- Polynésie française [France]
- Porto Rico
- Portugal (1928)
- Qatar
- La Réunion [France]
- Roumanie
- Russie
- Rwanda
- Sahara occidental
- Saint-Marin
- Saint-Pierre-et-Miquelon [France]
- Salvador
- Samoa américaines [États-Unis]
- Sao Tomé-et-Principe
- Sénégal
- Serbie
- Sierra Leone (1971[7])
- Slovaquie (1939-1941)
- Slovénie (1926)
- Somalie (1968)
- Somaliland (1968) [de facto indépendante de la Somalie et ancienne colonie britannique]
- Soudan (1968)
- Soudan du Sud
- Suède (1967[7], voir Dagen H)
- Suisse
- Svalbard [Norvège]
- Syrie
- Tadjikistan
- Taïwan (1946)
- Tchad
- Tchéquie (1939)
- Territoire britannique de l'océan Indien [Royaume-Uni]
- Togo
- Tunisie
- Turquie
- Turkménistan
- Ukraine
- Uruguay (1945)
- Vanuatu
- Vatican
- Venezuela
- Viêt Nam
- Wake [États-Unis]
- Wallis-et-Futuna [France]
- Yémen (1977[7] pour la partie précédemment britannique.)

## Historique des changements et particularités par pays

### Afghanistan
La conduite à droite fut appliquée en Afghanistan, d'abord à Kaboul en 1950, à l'initiative de son maire Ghulam Mohammad Far et s'imposa peu à peu au reste du pays[réf. nécessaire].

### Allemagne
L'Allemagne roula à droite dès la période napoléonienne.
L'Allemagne nazie modifia le sens de circulation en Autriche, en Hongrie et en Tchécoslovaquie, en imposant ou finissant d'imposer la conduite à droite. Ces pays avaient adopté le principe d'un passage à droite et pour certains, comme l'Autriche l'avait déjà fait dans certaines régions dans les années 1930[réf. nécessaire].

### Antilles
Outre les possessions britanniques et américaines (Îles Vierges), dix pays, membres du Commonwealth, ont conservé la conduite à gauche imposée lors de la colonisation : Anguilla, Antigua-et-Barbuda, Bahamas, Barbade, Dominique, Grenade, Jamaïque, Saint Christophe-et-Niéves, Sainte-Lucie, Saint-Vincent-et-les Grenadines et Trinité-et-Tobago[réf. nécessaire].
Dans plusieurs pays ou dépendances où l'on conduit à gauche, comme les îles Vierges britanniques, les îles Vierges américaines, les Bahamas, les îles Caïmans et les Îles Turks-et-Caïcos, la plupart des véhicules sont importés des États-Unis et possèdent une conduite à droite. Seules les voitures gouvernementales et celles importées d'Asie ont la conduite à gauche[réf. nécessaire].
Les îles Vierges américaines sont réputées pour avoir un nombre élevé d'accidents, provoqués par des touristes américains, peu familiers avec la conduite à gauche. Ce phénomène est aggravé par le fait que leurs voitures de location sont adaptées à la conduite à droite.

### Argentine
L'Argentine roule à droite depuis 1945[réf. nécessaire].

### Autriche
Le passage à droite s'est fait en plusieurs étapes, les dernières après l'Anschluss[réf. nécessaire] :
- Le Vorarlberg en 1919.
- Le Tyrol et Salzbourg pour leur partie ouest en 1930.
- La Carinthie et la partie Est du Tyrol en 1935.
- La Haute-Autriche, la Styrie et la partie Est de Salzbourg depuis le 1er juin 1938.
- Enfin, la Basse-Autriche est passée de gauche à droite le 19 septembre 1938.

### Autriche-Hongrie
Les voitures sous l'Autriche-Hongrie roulaient à gauche. Les pays qui ont été créés sur son territoire après la Première Guerre mondiale ont progressivement tous changé de sens[réf. nécessaire].

### Belgique
Avant 1899, quelques villes belges pratiquaient la circulation à gauche. Le 1er août de cette année-là, une loi promulgue la conduite généralisée à droite[réf. nécessaire].

### Belize
Le Belize, ancienne colonie britannique, roulait à gauche. Le changement s'est fait en 1961, avant l'indépendance[réf. nécessaire].

### Birmanie (Myanmar)
Comme la plupart des autres anciennes colonies britanniques, la Birmanie roula à gauche jusqu'en 1970, quand la circulation passa à droite[réf. nécessaire].
Malgré ce changement, la plupart des automobiles du pays possèdent le volant à droite. Il s'agit de véhicules d'occasion importés du Japon, de Thaïlande ou de Singapour. Les limousines gouvernementales, importées de Chine, ont la conduite à gauche[réf. nécessaire].
Presque tous les véhicules sont conduits avec l'aide d'un passager sur le siège de gauche, chargé d'informer le conducteur sur la possibilité de dépasser ou non[réf. nécessaire].

### Bolivie
Sur la route des Yungas, avant qu'elle soit reconvertie en piste cyclable, le sens de la circulation était à gauche, contrairement au reste du pays, afin de permettre aux conducteurs (au volant à gauche) d'évaluer avec plus de facilité la distance des roues de leur véhicule vis-à-vis du bord de la route.

### Canada
Jusque dans les années 1920, chaque province du Canada déterminait le sens de circulation sur son territoire. Dans la plupart des provinces et des territoires la circulation, se faisait à droite, à l'exception de la Colombie-Britannique, du Nouveau-Brunswick, de la Nouvelle-Écosse et de l'Île-du-Prince-Édouard, où l'on conduisait à gauche. Entre 1920 et 1923, la circulation dans ces dernières provinces fut modifiée pour basculer à droite. À Terre-Neuve-et-Labrador, la conduite fut maintenue à gauche jusqu'en 1947, avant qu'elle n'intègre le Canada en 1949[réf. nécessaire].

### Chine
Avant 1946, quelques provinces du sud de la Chine roulaient à gauche, mais seuls Hong Kong et Macao font encore exception.

### Chypre
À l'instar de la plupart des anciennes colonies britanniques, Chypre roule à gauche[réf. nécessaire].
En 1974, l'autoproclamée République turque de Chypre du Nord (RTCN), qui n'est reconnue que par la Turquie, est soumise à des embargos plus ou moins sévères sur les biens d'usage courant, dont les voitures. De nombreux véhicules d'occasion, importés de Turquie, ont la conduite à droite mais roulent à gauche[réf. nécessaire].

### Corée du Sud
En Corée du Sud, les véhicules conduisent tous à droite. Toutefois, dans certaines ruelles à sens unique du centre historique de Séoul, les véhicules s'arrêtent sur le trottoir de gauche. L'usage est une survivance de la colonisation de la péninsule coréenne par le Japon jusqu'en 1945[réf. nécessaire].

### Espagne
Jusqu'aux années 1920, il n'y avait pas de règle nationale. Ainsi, on roulait à droite à Barcelone et dans toute la Catalogne, à gauche notamment à Madrid et en Aragon. Le 10 avril 1924, l'Espagne passa à la norme droitière, décision appliquée le 1er octobre 1924. En 1929, Gibraltar, bien qu’appartenant à l’Angleterre, décida de suivre la décision espagnole[réf. nécessaire].

### États-Unis
Aux États-Unis, une loi imposant la conduite à droite est votée en 1792. Toutefois, l'État de New York ne change de sens qu'en 1804 et le New Jersey en 1813[réf. nécessaire].
De tous les territoires américains d'outre-mer, seules les Îles Vierges américaines font encore exception et roulent à gauche[réf. nécessaire].

### Éthiopie (et Érythrée)
L'Éthiopie, qui comprenait alors l'Érythrée, a changé le 8 juin 1964 bien que ses voisins du sud, comme le Kenya roulent à gauche[réf. nécessaire].

### Finlande
Administrée par la Suède jusqu'en 1814, les véhicules en Finlande roulaient à gauche. Elle passe alors sous l'administration de l'Empire russe et, en 1858, change de sens de circulation, soixante ans avant son indépendance[réf. nécessaire].

### France
La France roule à droite depuis la Révolution française, par mesure antiroyaliste.

### Gambie
La Gambie, qui roulait à gauche, a changé en 1965, pour être en uniformité avec son seul voisin le Sénégal[réf. nécessaire].

### Ghana
Le Ghana a changé en 1974 pour être du même côté que ses voisins[réf. nécessaire].

### Gibraltar
Bien que le territoire britannique de Gibraltar ait choisi la conduite à droite en 1929, afin d'éviter des accidents avec les véhicules de l'Espagne, certains bus sont restés jusqu'à récemment adaptés à la conduite à gauche et possèdent une porte spéciale pour permettre aux passagers d'entrer par le côté droit. La plupart des véhicules sont toutefois adaptés à la conduite à droite, à l'exception des véhicules d'occasion provenant du Royaume-Uni et du Japon et certains véhicules des forces britanniques[réf. nécessaire].

### Hong Kong et Macao
Même après la rétrocession à la Chine, la circulation continue de se faire à gauche à Hong Kong et Macao. La plupart des véhicules , y compris ceux de l'armée, sont adaptés en conséquence[réf. nécessaire].
À la frontière entre ces régions administratives spéciales et le reste de la Chine, les véhicules changent de côté. La présence d'une plaque spéciale émise par la province du Guangdong est requise pour que les véhicules enregistrés à Hong Kong et à Macao puissent circuler dans le reste de la Chine[réf. nécessaire].

### Îles Anglo-Normandes
Quelques mois après l'occupation allemande des îles Anglo-Normandes par les Allemands en juin 1940, durant la Seconde Guerre mondiale, le sens de la circulation fut changé de gauche à droite, avant d'être rétabli après la libération des îles en mai 1945.

### Iles Malouines
Lors de la guerre des Malouines en 1982, l'Argentine impose brièvement une conduite à droite dans l'archipel[réf. nécessaire].

### Indonésie
Thomas Stamford Raffles, qui dirigeait la Compagnie néerlandaise des Indes orientales, a imposé la conduite à gauche dans les Indes orientales qui deviendront l'Indonésie[réf. nécessaire].

### Islande
L'Islande change de sens de circulation au H-dagurinn ou Hægri dagurinn (islandais : Jour-H ou Jour à droite) à 6 heures du matin le 26 mai 1968, passant du côté gauche au côté droit[réf. nécessaire].

### Italie
L'Italie roule à droite, mais il semble que sous l'Empire romain, on roulait à gauche.
Par décret de 1901, chaque province choisissait son côté de conduite. On roulait à gauche à Milan et à Rome, mais à droite dans la périphérie. Un décret de 1923 imposa la conduite à droite avec un délai d'application de deux ans. Rome roule à droite depuis 1924. Milan fut la dernière ville à appliquer la conduite à droite en août 1926[réf. nécessaire].

### Japon
Au Japon, où l'on conduit à gauche (avec un volant à droite donc), les voitures de marques étrangères disposent parfois du volant à gauche. Ce qui est perçu comme exotique, voire digne d'un certain statut social. Cela concerne même les marques britanniques, en partie parce qu'elles sont importées des États-Unis. Ces voitures importées avec un volant à gauche n'étant pas rares (essentiellement dans la région de Tokyo), les péages d'autoroutes sont prévus pour les deux configurations[réf. nécessaire].
Ce phénomène est à relativiser toutefois, les modèles importés ne représentant que 5 à 6 % du marché japonais, et seuls quelques-uns disposent du volant côté gauche[réf. nécessaire].
L'île japonaise d'Okinawa, qui a été administrée par les Américains de la fin de la Seconde Guerre mondiale jusqu'à 1972, passe du côté droit au côté gauche en 1978, adoptant ainsi le même sens de circulation que dans le reste du Japon[réf. nécessaire].

### Maurice
Ancienne colonie britannique, Maurice roule à gauche bien qu'elle ait été colonie française antérieurement[réf. nécessaire].

### Namibie
Ancienne colonie allemande, la Namibie est passée après 1918 sous mandat sud-africain et à la conduite à gauche[réf. nécessaire].

### Nauru
Ancienne colonie allemande, Nauru a adopté la conduite à gauche en passant sous protectorat britannique après 1918[réf. nécessaire].

### Nigeria
Le Nigeria a changé en 1972 pour être du même côté que ses voisins, tous droitiers[réf. nécessaire].

### Papouasie-Nouvelle-Guinée
Dans l'actuelle Papouasie-Nouvelle-Guinée, en 1918, la colonie allemande de Nouvelle-Guinée, est passée sous mandat de l'Australie avec conduite à gauche, tout comme la Papouasie, protectorat australien[réf. nécessaire].

### Pays-Bas
Les Pays-Bas roulent à droite depuis l'époque napoléonienne, mais leurs colonies ont continué à rouler à gauche, en particulier les zones gérées par la Compagnie néerlandaise des Indes orientales[réf. nécessaire].
Les territoires d'outre-mer néerlandais actuels, tous dans les Antilles, roulent désormais à droite[réf. nécessaire].

### Panama
Le Panama roule à droite depuis 1943[réf. nécessaire].

### Philippines
Les Philippines ont opté pour la conduite à droite le 10 mars 1945[réf. nécessaire].

### Pologne
Lors de la (re)création de la Pologne, la Galicie, autrichienne jusqu'en 1918, roulait à gauche. Le passage à droite s'est fait dans les années 1920 : Lwów (alors dans ce pays) a changé en 1922 et Cracovie en 1925[réf. nécessaire].

### Portugal
Le Portugal roulait à gauche jusqu'au 1er juin 1928. La plupart des colonies ont également changé de sens sauf Goa, Macao et le Mozambique[réf. nécessaire].

### Royaume-Uni
Une loi est passée en 1722 ordonnant la conduite à gauche, mais les origines de cette loi remontent au Moyen Âge, les cavaliers circulant alors à gauche pour favoriser le dégainement de leur épée puisqu'ils étaient principalement droitiers[réf. nécessaire].
Les bases des forces armées américaines stationnées au Royaume-Uni appliquent la conduite à gauche, même si les véhicules américains n'y sont pas adaptés. Certaines bases britanniques, où l'armée s'entraînait à un conflit en Europe centrale pendant la Guerre froide, appliquent la conduite à droite. Dans le tunnel de service du Tunnel sous la Manche, la circulation des véhicules s'effectue à gauche, même en territoire français[réf. nécessaire].
En 1969, une étude, demandée par le ministère des transports visant à changer de sens de circulation, a démontré que le coût en serait beaucoup trop élevé. Celui-ci avait été estimé à environ 264 millions de livres sterling (soit environ 3,4 milliards de livres sterling d'aujourd'hui). Depuis lors, l'idée de changement de sens de la circulation routière gauche/droite, a été abandonnée.

### Russie
La conduite à droite fut imposée en Russie par l'impératrice Élisabeth Ire le 5 février 1752[réf. nécessaire].
Bien que la conduite à droite soit appliquée partout sur le territoire russe, les importations de véhicules bon marché venant du Japon sont plus populaires que les véhicules de la même classe adaptés au sens de circulation russe. Dans les régions extrême-orientales, comme Vladivostok ou Khabarovsk, les véhicules possédant la conduite (volant) à droite forment 90 % du parc roulant, et cela concerne également les voitures de police, les ambulances et les véhicules administratifs[réf. souhaitée].
À partir de cet état de fait, les conducteurs des régions de la côte pacifique de Russie ont déposé plusieurs demandes pour changer le sens de circulation, mais elles furent rejetées par le gouvernement russe. Au printemps 2005, une rumeur circula qui spécifiait que les véhicules avec la conduite à droite allaient être interdits, et des milliers de manifestants descendirent dans les rues du pays. Le 4 juillet 2005, Viktor Khristenko, le ministre russe de l'industrie et de l'énergie, annonça que ces véhicules seraient toujours autorisés mais qu'ils devraient se mettre aux normes de sécurité russes[réf. nécessaire].

### Rwanda
Le Rwanda envisage de rouler à gauche. Des enquêtes ont été menées. Le Commonwealth britannique soutient cette initiative[réf. nécessaire].

### Samoa
Le 7 septembre 2009, les Samoa adoptent la conduite à gauche pour leur parc de 19 000 voitures, s'alignant ainsi sur leurs voisins australiens et néo-zélandais.

### Sierra Leone
La Sierra Leone a changé en 1971 pour être du même côté que ses voisins droitiers[réf. nécessaire].

### Suède

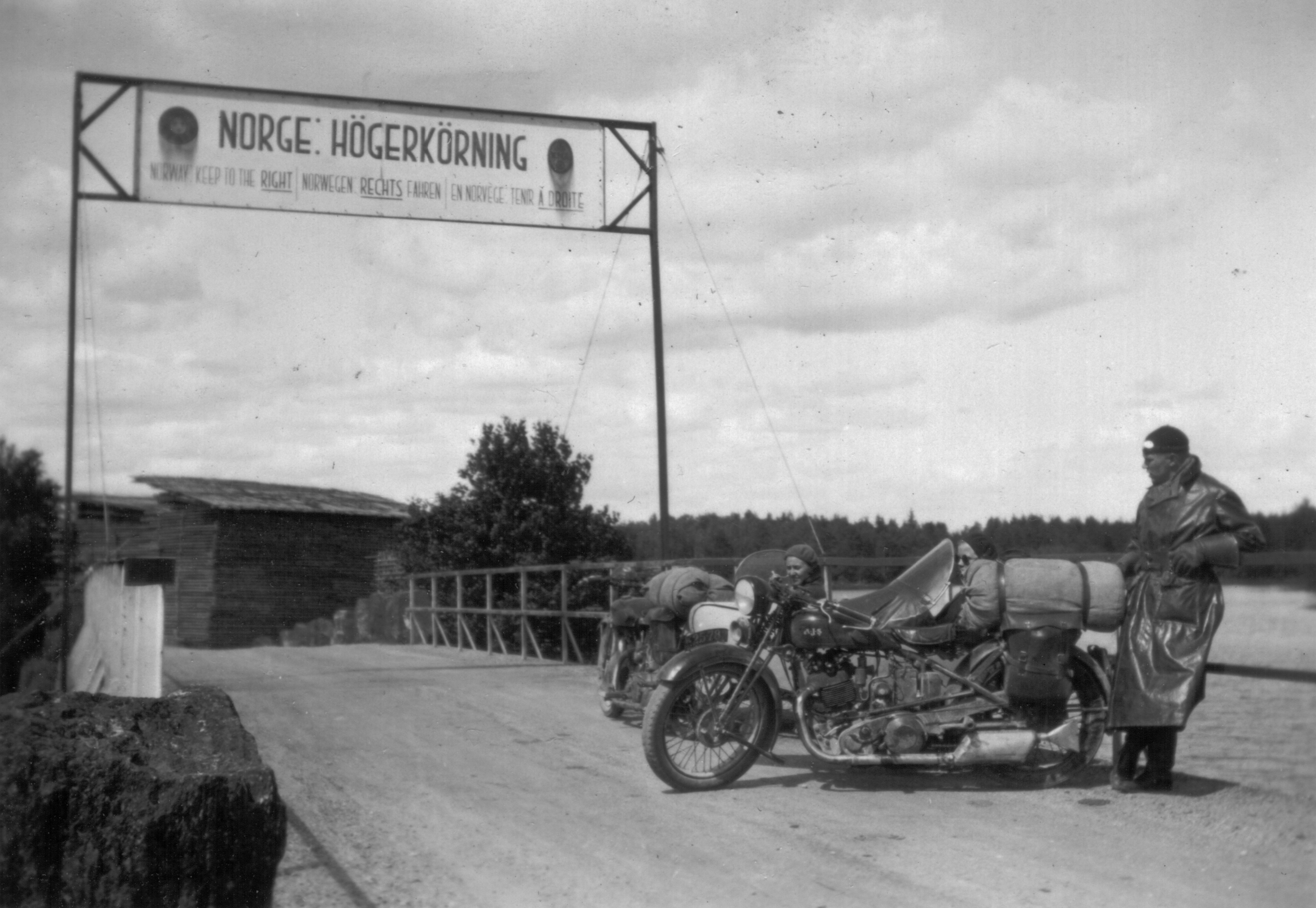
Frontière entre la Suède et la Norvège en 1934. Le panneau indique « En Norvège : Tenir à droite ».

La Suède changea de sens de circulation au dagen H, (« jour H » en suédois, le « H » signifiant Högertrafik, c'est-à-dire « circulation à droite »), à 5 heures du matin le 3 septembre 1967, passant du côté gauche au côté droit, ceci à la suite d'une loi de 1963.

### Soudan
Le Soudan étant sous contrôle britannique roulait à gauche. Le changement s'est fait en 1964 pour être en conformité avec les autres pays arabes[réf. nécessaire].

### Suriname
Tandis que les Pays-Bas roulent à droite, le Suriname, colonie néerlandaise, roule à gauche. Il y a plusieurs explications possibles. Le pays a été d'abord colonisé par les Anglais au XVIIe siècle et le sens de circulation est resté inchangé. Les Pays-Bas ont changé de sens sous l'occupation napoléonienne, mais pas leurs colonies[réf. nécessaire].
Ce pays et son voisin, le Guyana (auparavant, le Guyane britannique), sont les deux seuls pays continentaux américains à rouler à gauche[réf. nécessaire].

### Taïwan
Taïwan roulait à droite jusqu'à l'invasion japonaise qui a imposé une conduite à gauche. Le retour à droite fut rétabli en 1946[réf. nécessaire].

### Timor oriental
Le Timor oriental roulait à gauche comme les autres colonies portugaises et a changé en 1928 (en même temps que le Portugal). Il s'est vu de nouveau imposer la conduite à gauche lors de son invasion par l'Indonésie en 1976 et continue à conduire de cette façon depuis son indépendance en 2002[réf. nécessaire].

### Tunisie
La Tunisie roule à droite. En effet, le protectorat français établi en 1881 a mis en œuvre cette pratique à partir des lois françaises. À la suite de l'indépendance du pays en 1956, l'infrastructure était déjà conçue pour la conduite à droite, et les gens s'y étaient habitués. Ce sens de conduite a été donc maintenu depuis. De plus, les autres voisins Maghrébins et les principaux partenaires commerciaux du pays roulent aussi à droite, favorisant économiquement ce sens de conduite[réf. nécessaire].
La conduite à droite n'a pas toujours été la norme en Tunisie. En effet, les anciennes routes du pays semblent suggérer que les gens avaient tendance à conduire à gauche avant le protectorat.

### Ukraine
La partie occidentale de l'Ukraine (Galicie) faisait partie de l'Autriche-Hongrie qui roulait alors à gauche. Le changement à droite s'est fait lors de son rattachement à la Pologne reconstituée en 1920[réf. nécessaire].

### Uruguay
L'Uruguay a ordonné en 1918 que tous les véhicules roulent à gauche. Le retour à droite s'est fait le 2 septembre 1945, à 4 heures du matin. Une vitesse limite à 30 km/h avait été demandée jusqu'au 30 septembre[réf. nécessaire].

### Yémen
Le Yémen du Sud, ancienne colonie britannique, roulait à gauche jusqu'au 1er janvier 1977[réf. nécessaire].